# Flandern-Rundfahrt 2022 (Frauen)
Die Flandern-Rundfahrt 2022 war ein Straßenrennen für Frauen. Das Rennen fand am 3. April 2022 statt, am gleichen Tag wie die Ausgabe für Männer, und war Teil der UCI Women’s WorldTour.

## Teilnehmende Mannschaften
| UCI Women's WorldTeams (14)- Canyon-SRAM Racing - EF Education-TIBCO-SVB - FDJ Nouvelle Aquitaine Futuroscope - Human Powered Health - Liv Racing Xstra - Movistar Team - Roland Cogeas-Edelweiss Squad - Team BikeExchange-Jayco - Team DSM - Team Jumbo-Visma - SD Worx - Trek-Segafredo - UAE Team ADQ - Uno-X Pro Cycling Team UCI Women's Continental Teams (10)- Bingoal-Chevalmeire-Van Eyck Sport - Ceratizit-WNT Pro Cycling - Le col-Wahoo - Lotto Soudal Ladies - Massi Tactic - Multum Accountants - AG Insurance NXTG - Parkhotel Valkenburg - Plantur-Pura - Valcar-Travel & Service |
| |

## Streckenführung
Anstiege im Rennen:
| Berg | Name              | Km    | Belag   | Länge (m) | Ø-Steigung | max. Steigung | Km bis zum Ziel |
| ---- | ----------------- | ----- | ------- | --------- | ---------- | ------------- | --------------- |
| 1    | Wolvenberg        | 69,0  | Asphalt | 645       | 7,9 %      | 17,3 %        | 89,6            |
| 2    | Molenberg         | 81,5  | Pavés   | 463       | 7 %        | 14,2 %        | 77,1            |
| 3    | Marlboroughstraat | 85,5  | Asphalt | 463       | 3 %        | 7 %           | 73,1            |
| 4    | Berendries        | 89,5  | Asphalt | 940       | 7 %        | 12,3 %        | 69,1            |
| 5    | Valkenberg        | 94,8  | Asphalt | 540       | 8,1 %      | 12,8 %        | 63,8            |
| 6    | Koppenberg        | 114,0 | Pavés   | 600       | 11,6 %     | 22 %          | 44,6            |
| 7    | Steenbeekdries    | 119,3 | Pavés   | 1 100     | 3,1 %      | 7,6 %         | 39,3            |
| 8    | Taaienberg        | 121,8 | Pavés   | 530       | 6,6 %      | 15,8 %        | 36,8            |
| 9    | Kruisberg         | 132,1 | Asphalt | 2 500     | 5 %        | 9 %           | 26,5            |
| 10   | Oude Kwaremont    | 141,9 | Pavés   | 2 200     | 4 %        | 11,6 %        | 16,7            |
| 11   | Paterberg         | 145,3 | Pavés   | 360       | 12,9 %     | 20,3 %        | 13,3            |

Neben den traditionellen Anstiegen gab es sechs Kopfsteinpflastersektoren:
| Sektor | Name             | Km    | Länge (m) | Km bis zum Ziel |
| ------ | ---------------- | ----- | --------- | --------------- |
| 1      | Lippenhovestraat | 45,5  | 1 300     | 113,1           |
| 2      | Paddestraat      | 47,0  | 1 500     | 111,6           |
| 3      | Kerkgate         | 72,6  | 1 400     | 86,0            |
| 4      | Jagerij          | 75,3  | 800       | 83,3            |
| 5      | Mariaborrestraat | 118,0 | 400       | 40,6            |
| 6      | Stationberg      | 119,4 | 700       | 39,2            |

## Rennverlauf und Ergebnis
Am Paterberg hatte van Vleuten (Movistar Team) kurz vor der Kuppe attackiert und Kopecky und Reusser (beide SD Worx)  mit sich gezogen. Das Team SD Worx spielte im Finale seine Überzahl gut aus und nachdem van den Broek-Blaak wieder aufgeschlossen hatte, attackierte sie 11 Kilometer vor dem Ziel. Damit zwang sie van Vleuten, mit Kopecky am Hinterrad, die Lücke zu schließen. Van den Broek-Blaak leistete bis zum Ziel den Löwenanteil der Führungsarbeit und Kopecky schlug Van Vleuten im Sprint.
| \| Gesamtwertung \| Gesamtwertung \| Gesamtwertung \| Gesamtwertung \| Gesamtwertung \| \| Fahrerin \| Fahrerin \| Land \| Team \| Zeit \| \| ------------- \| --------------------------- \| ------------- \| ---------------------------------- \| --------------- \| \| 1. \| Lotte Kopecky \| Belgien \| SD Worx \| 4 h 11 min 21 s \| \| 2. \| Annemiek van Vleuten \| Niederlande \| Movistar Team \| + 0 s \| \| 3. \| Chantal van den Broek-Blaak \| Niederlande \| SD Worx \| + 2 s \| \| 4. \| Arlenis Sierra \| Kuba \| Movistar Team \| + 40 s \| \| 5. \| Marlen Reusser \| Schweiz \| SD Worx \| + 40 s \| \| 6. \| Cecilie Uttrup Ludwig \| Dänemark \| FDJ-Nouvelle Aquitaine-Futuroscope \| + 40 s \| \| 7. \| Grace Brown \| Australien \| FDJ-Nouvelle Aquitaine-Futuroscope \| + 40 s \| \| 8. \| Katarzyna Niewiadoma \| Polen \| Canyon-SRAM Racing \| + 40 s \| \| 9. \| Brodie Chapman \| Australien \| FDJ-Nouvelle Aquitaine-Futuroscope \| + 42 s \| \| 10. \| Marta Bastianelli \| Italien \| UAE Team ADQ \| + 1 min 10 s \| |                             |             |                                    |                 |
| |                             |             |                                    |                 |
| Quelle: ProCyclingStats |                             |             |                                    |                 |
| Gesamtwertung |                             |             |                                    |                 |
| Fahrerin | Fahrerin                    | Land        | Team                               | Zeit            |
| 1. | Lotte Kopecky               | Belgien     | SD Worx                            | 4 h 11 min 21 s |
| 2. | Annemiek van Vleuten        | Niederlande | Movistar Team                      | + 0 s           |
| 3. | Chantal van den Broek-Blaak | Niederlande | SD Worx                            | + 2 s           |
| 4. | Arlenis Sierra              | Kuba        | Movistar Team                      | + 40 s          |
| 5. | Marlen Reusser              | Schweiz     | SD Worx                            | + 40 s          |
| 6. | Cecilie Uttrup Ludwig       | Dänemark    | FDJ-Nouvelle Aquitaine-Futuroscope | + 40 s          |
| 7. | Grace Brown                 | Australien  | FDJ-Nouvelle Aquitaine-Futuroscope | + 40 s          |
| 8. | Katarzyna Niewiadoma        | Polen       | Canyon-SRAM Racing                 | + 40 s          |
| 9. | Brodie Chapman              | Australien  | FDJ-Nouvelle Aquitaine-Futuroscope | + 42 s          |
| 10. | Marta Bastianelli           | Italien     | UAE Team ADQ                       | + 1 min 10 s    |